# Regmatodon schlotheimioides
Regmatodon schlotheimioides là một loài rêu trong họ Regmatodontaceae. Loài này được Spruce ex Mitt. mô tả khoa học đầu tiên năm 1869.
Danh pháp khoa học của loài này chưa được làm sáng tỏ. 